# Graphania
Graphania är ett släkte av fjärilar. Graphania ingår i familjen nattflyn.

## Bildgalleri

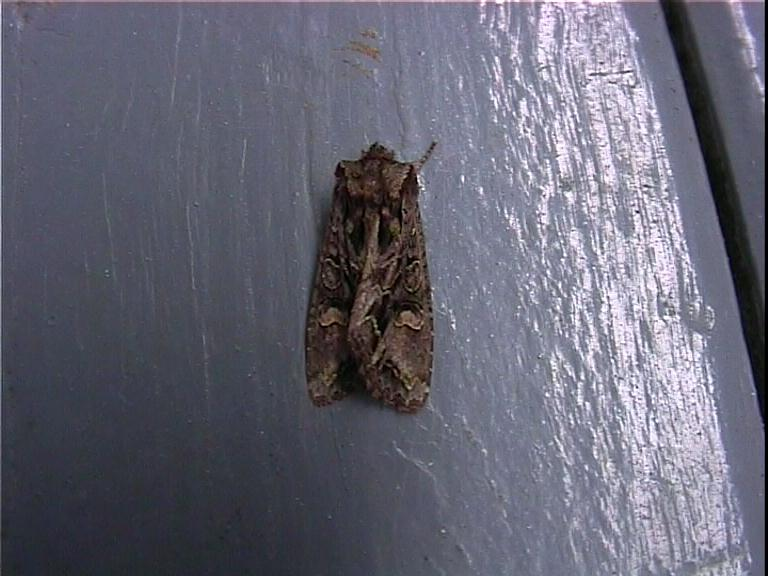
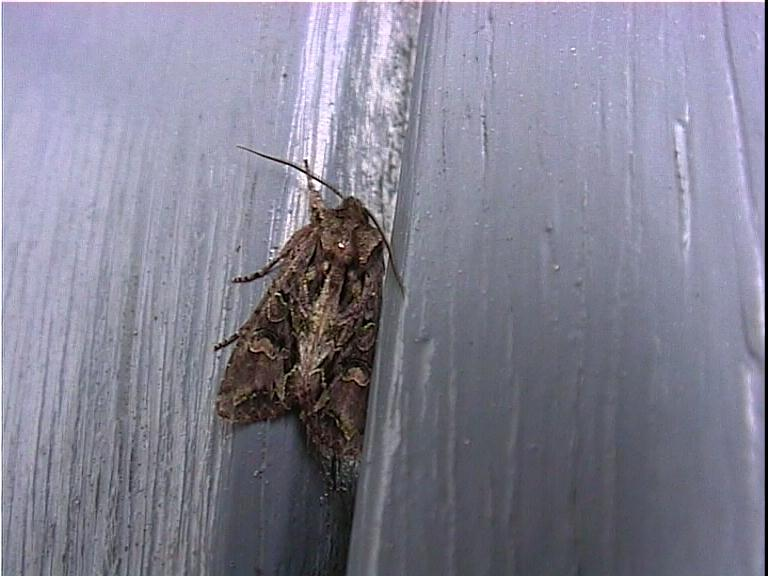
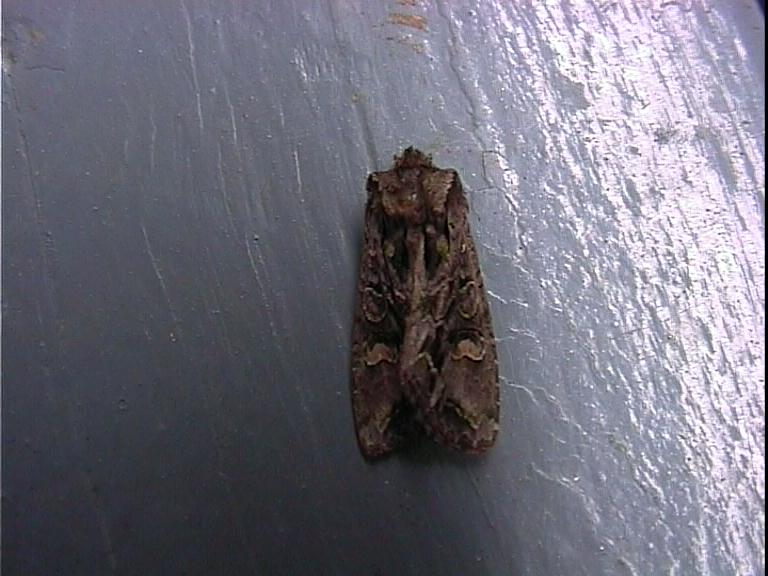
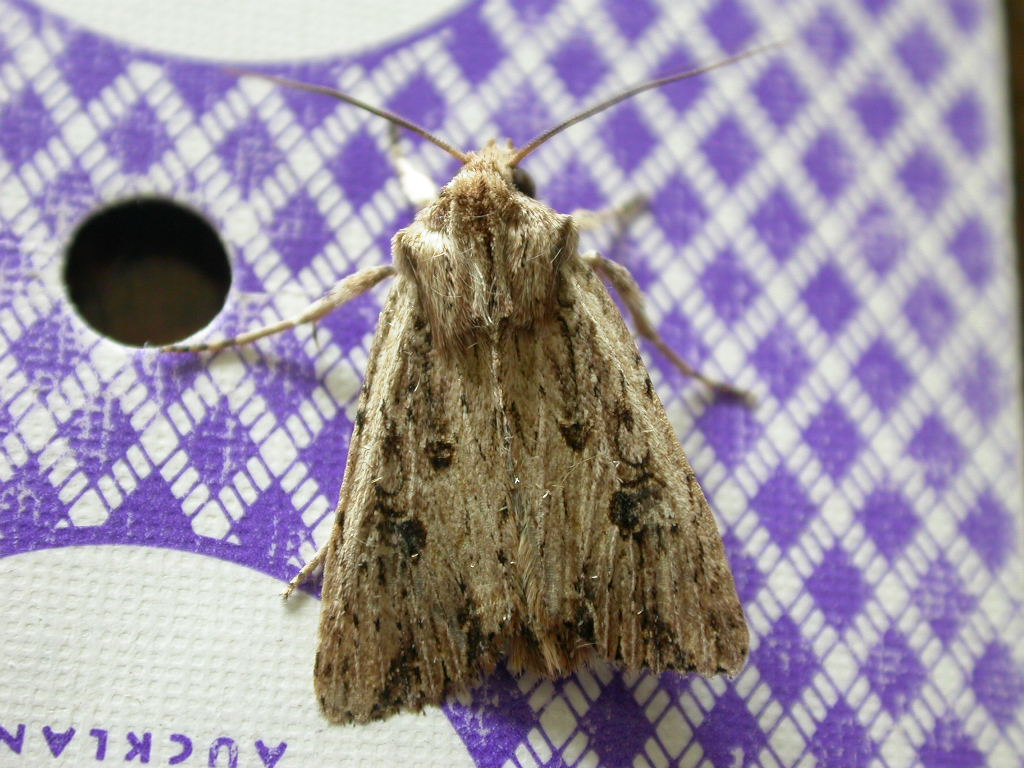
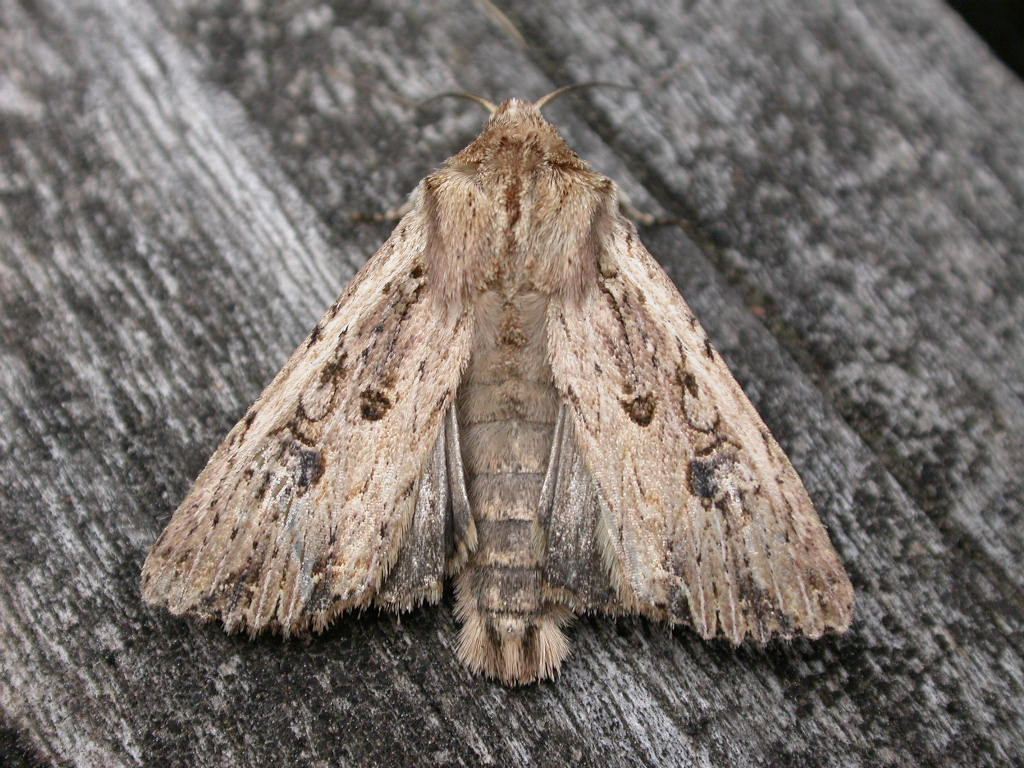
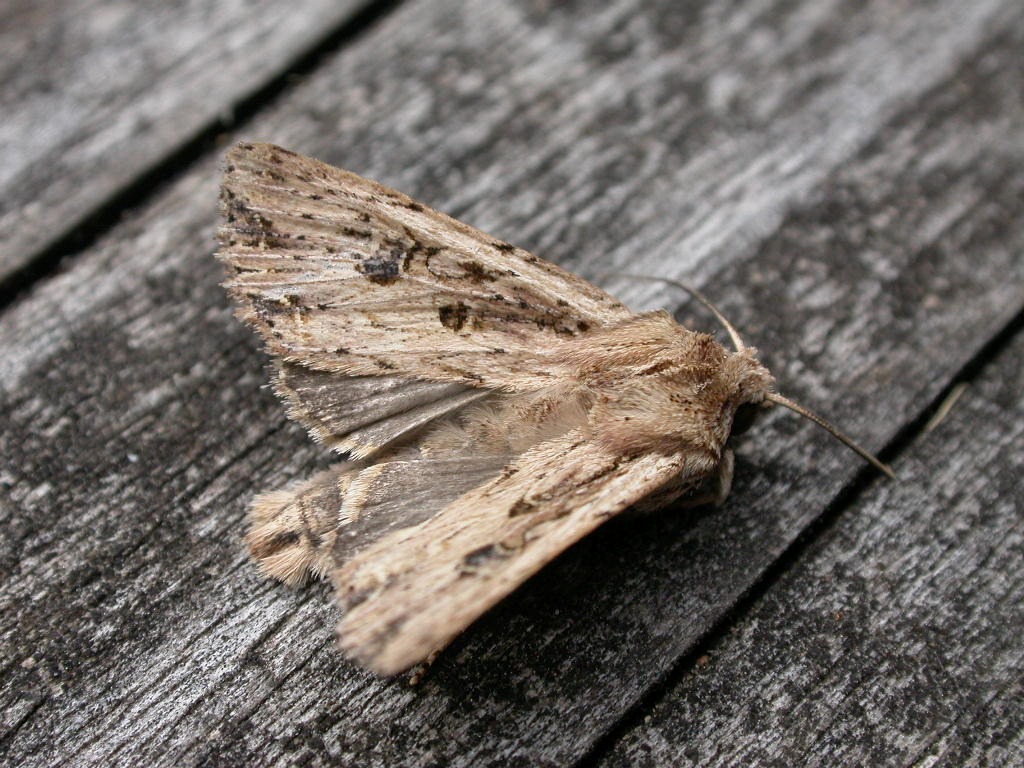

## Dottertaxa tillGraphania, i alfabetisk ordning[1]
- Graphania aberrans
- Graphania acceptrix
- Graphania acontistis
- Graphania agorastis
- Graphania alopa
- Graphania angusta
- Graphania antipoda
- Graphania arachnias
- Graphania argentaria
- Graphania arotis
- Graphania atavistis
- Graphania atristriga
- Graphania aulacias
- Graphania averilla
- Graphania beata
- Graphania bisifascia
- Graphania blenheimensis
- Graphania boldensis
- Graphania bromias
- Graphania brunneosa
- Graphania captiosa
- Graphania chlorodonta
- Graphania chlorodontella
- Graphania conspicua
- Graphania cuneata
- Graphania cyanopetra
- Graphania debilis
- Graphania dentata
- Graphania disjugens
- Graphania dives
- Graphania dunedinensis
- Graphania empyrea
- Graphania epiastra
- Graphania erebia
- Graphania exquisita
- Graphania falsidica
- Graphania fenwicki
- Graphania fibriata
- Graphania furtiva
- Graphania gourlayi
- Graphania griseipennis
- Graphania hamiltoni
- Graphania homoscia
- Graphania inconstans
- Graphania infensa
- Graphania innotata
- Graphania insignis
- Graphania juncicolor
- Graphania lacustris
- Graphania lata
- Graphania lignana
- Graphania lignifusca
- Graphania lignisecta
- Graphania lissoxyla
- Graphania lithias
- Graphania ludibunda
- Graphania macropis
- Graphania maya
- Graphania micrasta
- Graphania mitis
- Graphania moderata
- Graphania molis
- Graphania morosa
- Graphania mutans
- Graphania nervata
- Graphania neurae
- Graphania nobilia
- Graphania obsoleta
- Graphania oceanica
- Graphania olivea
- Graphania oliveri
- Graphania omicron
- Graphania omoplaca
- Graphania pachyscia
- Graphania pagaia
- Graphania pallescens
- Graphania panda
- Graphania paracausta
- Graphania paraxysta
- Graphania passa
- Graphania pelanodes
- Graphania pelistis
- Graphania petrograpta
- Graphania phaula
- Graphania plena
- Graphania polychroa
- Graphania praesignis
- Graphania probenota
- Graphania propria
- Graphania rubescens
- Graphania saeva
- Graphania sapiens
- Graphania scutata
- Graphania semivittata
- Graphania sericata
- Graphania similis
- Graphania simillima
- Graphania sistens
- Graphania skelloni
- Graphania sphagnea
- Graphania spurcata
- Graphania steropastis
- Graphania stulta
- Graphania subvelata
- Graphania suffusa
- Graphania sulcana
- Graphania temenaula
- Graphania tetrachroa
- Graphania toroneura
- Graphania turbida
- Graphania umbra
- Graphania unica
- Graphania ustistriga
- Graphania vexata
- Graphania virescens
- Graphania viridis
- Graphania xanthogramma